# Space Science Reviews
Space Science Reviews (с англ. — «Обзоры космической науки») — рецензируемый научный журнал о космосе. Он был создан в июне 1962 года и публикуется издателем Springer на английском, голландском, французском, немецком или русском языках с аннотациями на английском языке. Журнал в настоящее время редактируется Хансом Блуменом. Он печатался шесть раз в год до 1985 года. Сейчас он публикует восемь томов по четыре выпуска в год.